# Максимилиан Остфрисландский
Максимилиан Остфрисландский (нем. Maximilian von Ostfriesland; 1542, Эмден — 1600), граф де Дюрбюи — военный деятель Испанской империи.

## Биография
Сын графа Иоганна I Остфрисландского и Доротеи Австрийской, внук императора Максимилиана I.
Владетель Фалькенбурга и Халема.
Участвовал в войне в Нидерландах в составе испанских войск.
В 1586 году был пожалован Филиппом II в рыцари ордена Золотого руна. Орденскую цепь получил на торжественной церемонии 27 апреля 1586 в Брюсселе из рук наместника Нидерландов Алессандро Пармского.

## Семья
Жена (14.09.1564, Мехелен): Барб де Лален (ум. 15.11.1610), дочь Филиппа I де Лалена, графа ван Хогстратена, и Анны фон Ренненберг
Дети:
- Доротея (1567/1568—1604). Муж (ранее 11.04.1592): Якоб Церклас (ум. 1624), граф ван Тилли
- Вернер Александр (ум. 1633), сеньор де Дюрбюи. Жена: Жанна де Мерод-Уффализ (ум. ранее 1.09.1637), дама де Налинн, дочь Жана де Мерод, барона де Мориальме, вдова Робера д'Аржанто, сеньора д'Ошен
- Луиза (09.1576—25.10.1607). Муж (ранее 5.05.1601): Эврар де Барбансон (ум. 1608), виконт де Дав, сеньор де Вильмон

Бастарда:
- Мария. Муж (8.07.1620): Хендрик ван ден Берг (ум. ранее 1633), владетель Берикума